# بيورن هوبنر
بيورن هوبنر (بالألمانية: Björn Hübner)‏ هو مبارز بالسيف ألماني، ولد في 22 يناير 1986 في تاوبربيشوفسهايم في ألمانيا.

## وصلات خارجية
- بيورن هوبنر على موقع الاتحاد الدولي للمبارزة (الإنجليزية)
- بيورن هوبنر على موقع اللجنة الأولمبية الدولية (الإنجليزية)
- بيورن هوبنر على موقع أوليمبيديا (الإنجليزية)
- بيورن هوبنر على موقع اللجنة الأولمبية الألمانية (الألمانية)